# 柳登
柳登（？—822年），字成伯，蒲州解縣人，唐朝官員。
柳芳之子，柳冕之兄。柳登博涉群书，六十余岁开始出仕，担任膳部郎中。唐宪宗元和初年，为大理少卿、右庶子、秘书监，与许孟容等奉诏刊定开元以后敕格。因病改右散骑常侍，致仕。九十余岁时去世。著有《格后敕》。其子柳璟。

## 延伸阅读
[在维基数据编辑]
 《舊唐書·卷149》，出自刘昫《舊唐書》